# Albert Mayr
Albert Mayr (Bozen, 1 augustus 1943 – 28 januari 2024) was een Italiaans componist en muziekpedagoog.

## Levensloop
Mayr studeerde compositie bij Alfredo Sangiorgio aan het Conservatorium "Claudio Monteverdi" in Bozen. Van 1962 tot 1965 studeerde hij aan het Conservatorio di Musica "Luigi Cherubini" in Firenze. In 1965 behaalde hij zijn diploma's "Musica e Canto Corale e Direzione di Coro". Zijn compositieleraren in Firenze waren onder andere Carlo Prosperi en Roberto Lupi. Van 1961 tot 1963 en in 1972 studeerde hij ook aan de zomercursussen voor nieuwe muziek in Darmstadt.
Hij studeerde van 1965 tot 1966 verder aan de Hochschule für Musik "Hanns Eisler" in Berlijn bij Heinz Hartig. Van 1964 tot 1969 was hij werkzaam aan het "Studio di Fonologia Musicale di Firenze" als medewerker van Pietro Grossi. In 1969 kon hij met hulp van een studiebeurs aan het Canada Council werken en werd vervolgens als docent voor muziek (compositie, harmonie en elektronische muziek) aan de McGill-universiteit in Montreal beroepen. Van 1973 tot 1991 doceerde hij als professor voor experimentele muziek aan het Conservatorio di Musica "Luigi Cherubini" in Firenze, in de studio voor elektronische muziek.
In 1975 was hij betrokken in het door R. Murray Schafer begeleide "World Soundscape Project". Sinds 1975 is hij bezig met de ontwikkeling van formele criteria voor de inrichting en organisatie van het alledagsleven Tijd-Design. Hij is lid van de International Society for the Study of Time van de Zuid-Tiroler kunstenaarsfederatie en van de Duits gezelschap voor tijdpolitiek en bestuurslid van het Forum Klanglandschaft.
Als componist schreef hij werken voor verschillende genres en was bezig in het terrein van experimentele muziek en de klanklandschap.
Mayer overleed op 28 januari 2024 op 80-jarige leeftijd.

## Composities

### Werken voor harmonieorkest
- 1982 Echo's voor variabele blazersgroepen - klankaktie
- 1992 Kreuzweg, voor 14 variabele blazersgroepen
- 1998 Wie lieblich schallt...., voor 4 blaasmuziekgroepen

### Vocale muziek

#### Werken voor koor
- 1973 O du fröhliche, voor gemengd koor en strijkers
- 1993 Laetantes ibimus, voor gemengd koor
- 1993 Wir haben den toten Spatzen begraben, voor gemengd koor

#### Liederen
- 1991 Largo allargato

### Kamermuziek
- 1965 Hommage à Miro, voor hoorn en orgel
- 1976 32 CIFI, voor vijf trompetten
- 1983 Abendgrün, voor negen koperblazers
- 1988 Nullum ingenium sine dementia, voor 2 trompetten, 2 trombones en tuba
- 1994 Stazioni, voor drie klokken
- 2000 Fünf kleine Stücke, voor zes koperblazers (2 trompetten, hoorn, 2 trombones en tuba)
- 2007 Lautes und Leises, voor 13 koperblazers en pauken

### Werken voor orgel
- 1974 Vereinzelte Abläufe
- 1993 Liber organi, voor orgel en dia's

### Werken voor piano
- 1984 Dies Harmonica - klankaktie, voor piano met versterker

### Elektroakoestische muziek
- 1971 Tape for Live Musicians
- 1973 Küsten, voor fagot, dia's en bandrecorder
- 1976 Hommage à H. v. H.
- 1979 Dorfabschreitung
- 1982 Triade poco probabile
- 1983 Collassi
- 1988 Octo in primis, voor bandrecorder

## Publicaties
- DIE KOMPONIERTE STADT - Ein klangzeitlicher Zugriff auf den Raum (PDF niet meer beschikbaar)